# Liste der Kulturgüter in Stabio
Die Liste der Kulturgüter in Stabio enthält alle Objekte in der Gemeinde Stabio im Kanton Tessin, die gemäss der Haager Konvention zum Schutz von Kulturgut bei bewaffneten Konflikten, dem Bundesgesetz vom 20. Juni 2014 über den Schutz der Kulturgüter bei bewaffneten Konflikten sowie der Verordnung vom 29. Oktober 2014 über den Schutz der Kulturgüter bei bewaffneten Konflikten unter Schutz stehen.
Objekte der Kategorie A sind im Gemeindegebiet nicht ausgewiesen, Objekte der Kategorie B sind vollständig in der Liste enthalten, Objekte der Kategorie C fehlen zurzeit (Stand: 1. Januar 2023).

## Kulturgüter
| Foto |                                                                                         | Objekt | Kat. | Typ | Standort                      | Beschreibung |
| ---- | --------------------------------------------------------------------------------------- | --- | ---- | --- | ----------------------------- | ------------ |
| BW   | Datei hochladen · Wikidata zu San Pietro, eine Siedlung aus der Römerzeit (Q29889971)   | San Pietro, römische Siedlung / San Pietro, insediamento di epoca romana KGS-Nr.: 12031                       | A    | F   | Via Dogana 716220 / 79698     |              |
| ja   | Datei hochladen · Wikidata zu Kirche Santi Pietro e Lucia (Q29889968)                   | Kirche Santi Pietro e Lucia / Chiesa dei Santi Pietro e Lucia KGS-Nr.: 05749                                  | B    | G   | Via Dogana 716272 / 79725     |              |
| BW   | Datei hochladen · Wikidata zu Museum der ländlichen Kultur des Mendrisiotto (Q27488998) | Museum der bäuerlichen Kultur im Mendrisiotto / Museo della civiltà contadina del Mendrisiotto KGS-Nr.: 08655 | B    | S   | Via Castello 3 716563 / 78840 |              |
| ja   | Datei hochladen · Wikidata zu Haus Rotonda (Q29889965)                                  | Casa Rotonda KGS-Nr.: 12015                                                                                   | B    | G   | Via Pietane 12 716078 / 79216 |              |
| BW   | Datei hochladen · Wikidata zu Kirche San Rocco (Q29889969)                              | Kirche San Rocco / Chiesa di San Rocco KGS-Nr.: 12016                                                         | B    | G   | Via Castello 716609 / 78869   |              |
| BW   | Datei hochladen · Wikidata zu Primarschule (Q29889974)                                  | Primarschule / Scuola elementare KGS-Nr.: 12017                                                               | B    | G   | Via Pozzetto 3 716544 / 79231 |              |